# Mario Mena
Mario Mena Lema (* 28. Juli 1928 in Tarija; † 10. Juni 2013 in La Paz) war ein bolivianischer Fußballspieler. Der Stürmer nahm mit der bolivianischen Nationalmannschaft an der Fußball-Weltmeisterschaft 1950 teil. 

## Karriere

### Verein
Auf Vereinsebene begann Mario Mena seine Karriere 1946 bei Royal Obrero und wechselte 1947 zum Club Bolívar, mit dem er drei Meisterschaften gewann. Für den Klub, bei dem er lange Zeit an der Seite von Víctor Ugarte spielte, lief er bis 1962 auf und beendete dann seine Karriere.

### Nationalmannschaft
Mena debütierte in der Nationalmannschaft beim Campeonato Sudamericano 1949 und bestritt alle sieben Spiele für sein Team. Die Verdes kamen mit vier Siegen bei drei Niederlagen auf den vierten Turnierplatz. Er nahm im Folgejahr an der Weltmeisterschaft in Brasilien teil. Dort kam er bei der 0:8-Niederlage im einzigen Spiel gegen den späteren Weltmeister Uruguay nicht zum Einsatz. Beim Campeonato Sudamericano 1953 stand er erneut im Kader und bestritt alle sechs Partien für Bolivien, das den vorletzten Platz belegte. Bei seiner dritten Südamerikameisterschaft, dem Campeonato Sudamericano 1959, spielte er in drei Partien für sein Team, das mit nur einem Unentschieden aus sechs Spielen den letzten Platz belegte. Die 2:4-Niederlage gegen Brasilien bei diesem Turnier war das letzte Länderspiel Menas. Insgesamt bestritt er 22 Länderspiele, in denen er zwei Tore erzielte.

## Erfolge
Bolívar
- Bolivianischer Meister: 1950, 1953, 1956